# Willy Ernst
Willy Ernst (* 2. August 1878 in Skurz, Kreis Preußisch Stargard; † 15. März 1937 in Berlin) war ein deutscher Geheimer Regierungsrat und Ministerialdirigent sowie Mitbegründer des Zollgrenzschutzes.

## Leben
Er stammte aus dem Kreis Preußisch Stargard, wo sein Vater Hermann Ernst Forstkassenrendant in Skurz war.
Nach dem Besuch des Humanistischen Gymnasiums studierte er in Berlin. 1901 wurde er Gerichtsreferendar. 1906 legte er das Staatsexamen ab und wurde Gerichtsassessor. 1908 wechselte er zur preußischen Zollverwaltung, wo er Regierungsassessor wurde. Drei Jahre später wurde er Mitglied der Oberzolldirektion und 1913 zum Regierungsrat ernannt.
Von 1914 bis 1918 war er in Kriegsdienst, ab 1916 im Stab des Ober Ost.
1918 wurde er an das Reichsfinanzministerium berufen und 1919 Geheimen Finanzrat und Vortragender Rat. Von 1920 bis 1925 war er im Reichsministerium des Innern. 1925 übernahm er als Ministerialdirektor zurück im Reichsfinanzministerium bis zu seinem Tod die Leitung der Abteilung II Zölle und Verbrauchssteuern. Als solcher war er an der Gründung des Zollgrenzschutzes ab 1936 beteiligt.
Zum 1. Mai 1933 trat Ernst der NSDAP bei (Mitgliedsnummer 2.580.127).

## Ehrungen
- Umbenennung des Zollmotorboots "Bodan" in "Willy Ernst"